# Haroldius pauliani
Haroldius pauliani là một loài bọ cánh cứng trong họ Bọ hung (Scarabaeidae).